# Seznam sídel v Chorvatsku, N
Toto je seznam sídel v Chorvatsku začínajících na písmeno N.
| Název                   | Typ     | Župa                     | Město/opčina       | Počet obyvatel (2001/2011) |
| ----------------------- | ------- | ------------------------ | ------------------ | -------------------------- |
| Nadin                   | vesnice | Zadarská                 | Benkovac           | 406                        |
| Nadvoda                 | vesnice | Zadarská                 | Obrovac            | 170                        |
| Nadvrelo                | vesnice | Zadarská                 | Gračac             | 1                          |
| Nadvučnik               | vesnice | Přímořsko-gorskokotarská | Vrbovsko           | 32                         |
| Naglići                 | vesnice | Přímořsko-gorskokotarská | Brod Moravice      | 0                          |
| Najevi                  | vesnice | Splitsko-dalmatská       | Marina             | 42                         |
| Naklice                 | vesnice | Splitsko-dalmatská       | Omiš               | 236                        |
| Nakovanj                | vesnice | Dubrovnicko-neretvanská  | Orebić             | 4                          |
| Nard                    | vesnice | Osijecko-baranjská       | Valpovo            | 516                        |
| Nardući                 | vesnice | Istrijská                | Vižinada           | 22                         |
| Nart Savski             | vesnice | Záhřebská                | Rugvica            | 213                        |
| Narta                   | vesnice | Bjelovarsko-bilogorská   | Štefanje           | 758                        |
| Naselje Stjepana Radića | vesnice | Záhřebská                | Vrbovec            | 168                        |
| Našice                  | město   | Osijecko-baranjská       | Našice             | 7 888                      |
| Našičko Novo Selo       | vesnice | Osijecko-baranjská       | Đurđenovac         | 350                        |
| Natkrižovljan           | vesnice | Varaždinská              | Cestica            | 313                        |
| Naudovac                | vesnice | Viroviticko-podrávská    | Suhopolje          | 178                        |
| Nebljusi                | vesnice | Licko-senjská            | Donji Lapac        | 166                        |
| Nebojan                 | vesnice | Sisacko-moslavinská      | Petrinja           | 265                        |
| Nebojse                 | vesnice | Krapinsko-zagorská       | Desinić            | 88                         |
| Nečujam                 | vesnice | Splitsko-dalmatská       | Šolta              | 80                         |
| Nedelišće               | opčina  | Mezimuřská               | Nedelišće          | 4 320                      |
| Nedeljanec              | vesnice | Varaždinská              | Vidovec            | 1 501                      |
| Nedešćina               | vesnice | Istrijská                | Sveta Nedelja      | 580                        |
| Negnar                  | vesnice | Istrijská                | Buzet              | 21                         |
| Negoslavci              | opčina  | Vukovarsko-sremská       | Negoslavci         | 1 463                      |
| Negovec                 | vesnice | Záhřebská                | Vrbovec            | 198                        |
| Nemčevec                | vesnice | Koprivnicko-križevecká   | Gornja Rijeka      | 18                         |
| Nemetin                 | vesnice | Osijecko-baranjská       | Osijek             | 350                        |
| Nenadići                | vesnice | Přímořsko-gorskokotarská | Krk                | 125                        |
| Neorić                  | vesnice | Splitsko-dalmatská       | Muć                | 974                        |
| Nerezine                | vesnice | Přímořsko-gorskokotarská | Mali Lošinj        | 353                        |
| Nerežišća               | opčina  | Splitsko-dalmatská       | Nerežišća          | 616                        |
| Nespeš                  | vesnice | Záhřebská                | Sveti Ivan Zelina  | 404                        |
| Neteka                  | vesnice | Zadarská                 | Gračac             | 87                         |
| Netretić                | opčina  | Karlovacká               | Netretić           | 58                         |
| Nevest                  | vesnice | Šibenicko-kninská        | Unešić             | 103                        |
| Neviđane                | vesnice | Zadarská                 | Pašman             | 376                        |
| Nevinac                 | vesnice | Bjelovarsko-bilogorská   | Nova Rača          | 239                        |
| Nijemci                 | opčina  | Vukovarsko-sremská       | Nijemci            | 1 463                      |
| Nikšići                 | vesnice | Přímořsko-gorskokotarská | Vrbovsko           | 30                         |
| Nin                     | město   | Zadarská                 | Nin                | 1 132                      |
| Ninski Stanovi          | vesnice | Zadarská                 | Nin                | 358                        |
| Nisko                   | vesnice | Splitsko-dalmatská       | Klis               | 244                        |
| Niza                    | vesnice | Osijecko-baranjská       | Koška              | 432                        |
| Nježić                  | vesnice | Požežsko-slavonská       | Velika             | 6                          |
| Njivice                 | vesnice | Přímořsko-gorskokotarská | Omišalj            | 1 208                      |
| Normanci                | vesnice | Osijecko-baranjská       | Koška              | 324                        |
| Noršić Selo             | vesnice | Záhřebská                | Samobor            | 135                        |
| Nos Kalik               | vesnice | Šibenicko-kninská        | Drniš              | 1                          |
| Noskovačka Dubrava      | vesnice | Viroviticko-podrávská    | Čađavica           | 68                         |
| Noskovci                | vesnice | Viroviticko-podrávská    | Čađavica           | 237                        |
| Nova Bukovica           | opčina  | Viroviticko-podrávská    | Nova Bukovica      | 802                        |
| Nova Diklenica          | vesnice | Bjelovarsko-bilogorská   | Kapela             | 154                        |
| Nova Drenčina           | vesnice | Sisacko-moslavinská      | Petrinja           | 389                        |
| Nova Gradiška           | město   | Brodsko-posávská         | Nova Gradiška      | 11 821                     |
| Nova Jošava             | vesnice | Viroviticko-podrávská    | Orahovica          | 191                        |
| Nova Kapela             | opčina  | Brodsko-posávská         | Nova Kapela        | 907                        |
| Nova Kapela             | vesnice | Záhřebská                | Dubrava            | 279                        |
| Nova Krivaja            | vesnice | Bjelovarsko-bilogorská   | Đulovac            | 110                        |
| Nova Kršlja             | vesnice | Karlovacká               | Rakovica           | 85                         |
| Nova Lipa               | vesnice | Požežsko-slavonská       | Požega             | 88                         |
| Nova Lipovica           | vesnice | Požežsko-slavonská       | Čaglin             | 48                         |
| Nova Ljeskovica         | vesnice | Požežsko-slavonská       | Čaglin             | 668                        |
| Nova Mokošica           | vesnice | Dubrovnicko-neretvanská  | Dubrovnik          | 6 016                      |
| Nova Pisanica           | vesnice | Bjelovarsko-bilogorská   | Velika Pisanica    | 59                         |
| Nova Ploščica           | vesnice | Bjelovarsko-bilogorská   | Velika Trnovitica  | 424                        |
| Nova Rača               | opčina  | Bjelovarsko-bilogorská   | Nova Rača          | 469                        |
| Nova Sela               | vesnice | Splitsko-dalmatská       | Omiš               | 286                        |
| Nova Sela               | vesnice | Splitsko-dalmatská       | Trilj              | 165                        |
| Nova Sela               | vesnice | Dubrovnicko-neretvanská  | Kula Norinska      | 55                         |
| Nova Subocka            | vesnice | Sisacko-moslavinská      | Novska             | 713                        |
| Nova Šarovka            | vesnice | Viroviticko-podrávská    | Sopje              | 274                        |
| Nova Vas                | vesnice | Istrijská                | Poreč              | 480                        |
| Nova Vas                | vesnice | Istrijská                | Brtonigla          | 355                        |
| Nova Vas                | vesnice | Istrijská                | Kršan              | 74                         |
| Nova Ves Petrijanečka   | vesnice | Varaždinská              | Petrijanec         | 981                        |
| Novačka                 | vesnice | Koprivnicko-križevecká   | Gola               | 381                        |
| Novaki                  | vesnice | Záhřebská                | Sveta Nedelja      | 1 748                      |
| Novaki                  | vesnice | Varaždinská              | Maruševec          | 549                        |
| Novaki                  | vesnice | Viroviticko-podrávská    | Sopje              | 406                        |
| Novaki                  | vesnice | Záhřebská                | Dubrava            | 232                        |
| Novaki Bistranski       | vesnice | Záhřebská                | Bistra             | 777                        |
| Novaki Bizovački        | vesnice | Osijecko-baranjská       | Bizovac            | 203                        |
| Novaki Lipnički         | vesnice | Karlovacká               | Ribnik             | 27                         |
| Novaki Nartski          | vesnice | Záhřebská                | Rugvica            | 71                         |
| Novaki Oborovski        | vesnice | Záhřebská                | Rugvica            | 261                        |
| Novaki Ozaljski         | vesnice | Karlovacká               | Ozalj              | 63                         |
| Novaki Pazinski         | vesnice | Istrijská                | Pazin              | 216                        |
| Novaki Petrovinski      | vesnice | Záhřebská                | Jastrebarsko       | 324                        |
| Novaki Ravenski         | vesnice | Koprivnicko-križevecká   | Križevci           | 178                        |
| Novaki Šćitarjevski     | vesnice | Záhřebská                | Velika Gorica      | 158                        |
| Novakovec               | vesnice | Mezimuřská               | Podturen           | 826                        |
| Novakovec               | vesnice | Varaždinská              | Jalžabet           | 530                        |
| Novakovec Bisaški       | vesnice | Záhřebská                | Sveti Ivan Zelina  | 23                         |
| Novalja                 | město   | Licko-senjská            | Novalja            | 2 358                      |
| Nove Hiže               | vesnice | Přímořsko-gorskokotarská | Brod Moravice      | 0                          |
| Novi Antunovac          | vesnice | Viroviticko-podrávská    | Špišić Bukovica    | 103                        |
| Novi Bešinci            | vesnice | Požežsko-slavonská       | Kaptol             | 105                        |
| Novi Bezdan             | vesnice | Osijecko-baranjská       | Petlovac           | 329                        |
| Novi Bolman             | vesnice | Osijecko-baranjská       | Jagodnjak          | 129                        |
| Novi Bošnjani           | vesnice | Koprivnicko-križevecká   | Križevci           | 81                         |
| Novi Čeminac            | vesnice | Osijecko-baranjská       | Čeminac            | 390                        |
| Novi Dol                | vesnice | Karlovacká               | Barilović          | 0                          |
| Novi Dvori Klanječki    | vesnice | Krapinsko-zagorská       | Klanjec            | 248                        |
| Novi Đurđic             | vesnice | Koprivnicko-križevecká   | Križevci           | 130                        |
| Novi Farkašić           | vesnice | Sisacko-moslavinská      | Petrinja           | 114                        |
| Novi Glog               | vesnice | Koprivnicko-križevecká   | Sveti Ivan Žabno   | 144                        |
| Novi Golubovec          | opčina  | Krapinsko-zagorská       | Novi Golubovec     | 217                        |
| Novi Grabovac           | vesnice | Sisacko-moslavinská      | Novska             | 14                         |
| Novi Grad               | vesnice | Brodsko-posávská         | Oprisavci          | 303                        |
| Novi Gradac             | vesnice | Viroviticko-podrávská    | Gradina            | 196                        |
| Novi Jankovci           | vesnice | Vukovarsko-sremská       | Stari Jankovci     | 1 014                      |
| Novi Lazi               | vesnice | Přímořsko-gorskokotarská | Brod Moravice      | 8                          |
| Novi Majur              | vesnice | Požežsko-slavonská       | Pakrac             | 104                        |
| Novi Marof              | město   | Varaždinská              | Novi Marof         | 1 956                      |
| Novi Mihaljevci         | vesnice | Požežsko-slavonská       | Požega             | 291                        |
| Novi Mikanovci          | vesnice | Vukovarsko-sremská       | Stari Mikanovci    | 677                        |
| Novi Pavljani           | vesnice | Bjelovarsko-bilogorská   | Bjelovar           | 162                        |
| Novi Perkovci           | vesnice | Osijecko-baranjská       | Đakovo             | 246                        |
| Novi Senkovac           | vesnice | Viroviticko-podrávská    | Slatina            | 366                        |
| Novi Skucani            | vesnice | Bjelovarsko-bilogorská   | Kapela             | 202                        |
| Novi Štitnjak           | vesnice | Požežsko-slavonská       | Požega             | 136                        |
| Novi Varoš              | vesnice | Brodsko-posávská         | Stara Gradiška     | 204                        |
| Novi Vinodolski         | město   | Přímořsko-gorskokotarská | Novi Vinodolski    | 4 005                      |
| Novi Zdenkovac          | vesnice | Požežsko-slavonská       | Čaglin             | 9                          |
| Novigrad                | město   | Istrijská                | Novigrad           | 2 622                      |
| Novigrad                | opčina  | Zadarská                 | Novigrad           | 534                        |
| Novigrad na Dobri       | vesnice | Karlovacká               | Netretić           | 101                        |
| Novigrad Podravski      | opčina  | Koprivnicko-križevecká   | Novigrad Podravski | 1 914                      |
| Novo Brdo               | vesnice | Záhřebská                | Kravarsko          | 77                         |
| Novo Brdo Mrežničko     | vesnice | Karlovacká               | Duga Resa          | 123                        |
| Novo Čiče               | vesnice | Záhřebská                | Velika Gorica      | 1 262                      |
| Novo Kusonje            | vesnice | Viroviticko-podrávská    | Voćin              | 26                         |
| Novo Mjesto             | vesnice | Záhřebská                | Sveti Ivan Zelina  | 140                        |
| Novo Nevesinje          | vesnice | Osijecko-baranjská       | Petlovac           | 73                         |
| Novo Petrovo Polje      | vesnice | Viroviticko-podrávská    | Crnac              | 151                        |
| Novo Pračno             | vesnice | Sisacko-moslavinská      | Sisak              | 465                        |
| Novo Selište            | vesnice | Sisacko-moslavinská      | Petrinja           | 269                        |
| Novo Selo               | vesnice | Sisacko-moslavinská      | Sisak              | 587                        |
| Novo Selo               | vesnice | Požežsko-slavonská       | Požega             | 432                        |
| Novo Selo               | vesnice | Splitsko-dalmatská       | Selca              | 152                        |
| Novo Selo               | vesnice | Záhřebská                | Vrbovec            | 100                        |
| Novo Selo               | vesnice | Karlovacká               | Slunj              | 68                         |
| Novo Selo               | vesnice | Bjelovarsko-bilogorská   | Čazma              | 45                         |
| Novo Selo Bosiljevsko   | vesnice | Karlovacká               | Bosiljevo          | 36                         |
| Novo Selo Garešničko    | vesnice | Bjelovarsko-bilogorská   | Berek              | 47                         |
| Novo Selo Glinsko       | vesnice | Sisacko-moslavinská      | Glina              | 132                        |
| Novo Selo Koreničko     | vesnice | Licko-senjská            | Plitvička Jezera   | 38                         |
| Novo Selo Lasinjsko     | vesnice | Karlovacká               | Lasinja            | 93                         |
| Novo Selo Lekeničko     | vesnice | Záhřebská                | Velika Gorica      | 31                         |
| Novo Selo na Dravi      | vesnice | Mezimuřská               | Čakovec            | 622                        |
| Novo Selo Okićko        | vesnice | Záhřebská                | Klinča Sela        | 121                        |
| Novo Selo Palanječko    | vesnice | Sisacko-moslavinská      | Sisak              | 548                        |
| Novo Selo Perjasičko    | vesnice | Karlovacká               | Barilović          | 2                          |
| Novo Selo Podravsko     | vesnice | Varaždinská              | Mali Bukovec       | 234                        |
| Novo Selo Rok           | vesnice | Mezimuřská               | Čakovec            | 1 476                      |
| Novo Selo Žumberačko    | vesnice | Záhřebská                | Samobor            | 24                         |
| Novo Topolje            | vesnice | Brodsko-posávská         | Donji Andrijevci   | 155                        |
| Novo Virje              | opčina  | Koprivnicko-križevecká   | Novo Virje         | 1 216                      |
| Novo Zvečevo            | vesnice | Požežsko-slavonská       | Brestovac          | 30                         |
| Novoselci               | vesnice | Požežsko-slavonská       | Pleternica         | 198                        |
| Novoselci               | vesnice | Sisacko-moslavinská      | Sunja              | 30                         |
| Novoselec               | vesnice | Záhřebská                | Križ               | 1 520                      |
| Novoseljani             | vesnice | Bjelovarsko-bilogorská   | Bjelovar           | 784                        |
| Novoselo Bilajsko       | vesnice | Licko-senjská            | Gospić             | 112                        |
| Novoselo Trnovačko      | vesnice | Licko-senjská            | Gospić             | 84                         |
| Novska                  | vesnice | Sisacko-moslavinská      | Novska             | 7 028                      |
| Nunić                   | vesnice | Šibenicko-kninská        | Drniš              | 110                        |
| Nurkovac                | vesnice | Požežsko-slavonská       | Brestovac          | 244                        |
| Nuštar                  | opčina  | Vukovarsko-sremská       | Nuštar             | 3 665                      |